# یات سیو
یات سیو (چینی: 蕭逸؛ زادهٔ ۱۹۷۳) کارآفرین هنگ کنگی اتریشی است، که در سال ۲۰۱۴ شرکت آنیموکو برندز را تأسیس کرد.